# Roponercze
W niektórych przypadkach, przy istniejącym zakażeniu, gromadzący się w nadmiarze w miedniczce nerkowej mocz może przybierać charakter treści ropnej. Stan taki nazywamy roponerczem (łac. pyonephrosis). Objawia się on przede wszystkim znacznym nasileniem bólów i opornymi zazwyczaj na leczenie bakteriobójcze stanami septycznymi. Zmiany w moczu wyrażają się podwyższoną liczbą krwinek białych i bakterii w osadzie moczu.
Roponercze jest zazwyczaj wskazaniem do leczenia operacyjnego z równoczesną intensywną osłoną zabiegu operacyjnego lekami przeciwbakteryjnymi. Nieskuteczne leczenie roponercza grozi ogólnoustrojowym zakażeniem septycznym i ropniami nerki.